# Problema da iluminação

A solução de Roger Penrose para o problema da iluminação usando arcos elípticos (em azul) e segmentos de reta (em verde), com 3 posições para a única fonte de luz (ponto vermelho). As cruzes de cor roxa são os focos dos arcos maiores. Regiões com iluminação e sem iluminação são mostradas em amarelo e cinza, respectivamente.

O problema da iluminação é um problema de matemática primeiramente proposto por Ernst Straus na década de 1950. Straus perguntou se um quarto cujas paredes são espelhadas sempre pode ser iluminado por uma única fonte pontual de luz, se for permitida a reflexão de luz repetidas vezes nas paredes de espelho.